# 히나타와다역
히나타와다역(일본어: 日向和田駅, ひなたわだえき)은 일본 도쿄도 오메시에 있는 동일본 여객철도 오메 선의 역이다.
요시노바이고 매화 축제(요시노바이고) 기간에는 원래 정차하지 않는 홀리데이 쾌속열차(주말 및 휴일 운행)도 임시로 정차한다.
2003년도부터 위탁역으로 운영되고 있다.

## 인접역
| 동일본 여객철도 ■오메 선 | 동일본 여객철도 ■오메 선 | 동일본 여객철도 ■오메 선 |
| ------------------------ | ------------------------ | ------------------------ |
| 미야노히라 오메          |                          | 이시가미마에 오쿠타마    |